# Giesensdorf
Giesensdorf è un comune di 91 abitanti dello Schleswig-Holstein, in Germania.

Appartiene al circondario del ducato di Lauenburg ed è parte dell'Amt Lauenburgische Seen.

## Storia
Nel 1937 la cosiddetta "legge sulla Grande Amburgo" decretò la cessione del comune di Giesensdorf del Land di Lubecca, contemporaneamente disciolto, alla Prussia.